# Obereopsis subobsoleta
Obereopsis subobsoleta är en skalbaggsart som beskrevs av Stefan von Breuning 1953. Obereopsis subobsoleta ingår i släktet Obereopsis och familjen långhorningar. Inga underarter finns listade i Catalogue of Life.